# Pedro Vargas Guerendiain
Pedro Vargas Guerendiain (Guipúscoa, 19 de juliol de 1880 - ?) fou un advocat i polític basc, diputat a les Corts Espanyoles durant la Segona República.

## Biografia
Milità inicialment en el Partit Republicà Democràtic Federal, però després es passà al Partit Republicà Radical Socialista, amb el qual fou elegit diputat per València ciutat a les eleccions generals espanyoles de 1931. Fou membre de la francmaçoneria i primer governador civil republicà d'Astúries. A les eleccions generals espanyoles de 1936 fou novament elegit diputat pel Front Popular per València província. Durant la guerra civil espanyola fou subsecretari de comunicacions i president del Tribunal de Garanties Constitucionals. En acabar la guerra civil marxà a França i cap al 1941 s'establí a Mèxic.